# Stéphane Exartier
Stéphane Exartier (ur. 12 marca 1969 w Chambéry) – francuski narciarz alpejski (od 1994 roku startujący w barwach Polski), olimpijczyk.

## Kariera
Zawodnik klubu SC Saint-Jean-de-Maurienne. W Pucharze Świata zadebiutował 23 listopada 1991 roku, w którym zajął 10. miejsce w slalomie gigancie (najlepszy wynik w zawodach tej rangi). Na igrzyskach olimpijskich 1992 w Albertville zajął 13. miejsce w slalomie gigancie oraz 30. miejsce w slalomie.
W 1994 roku postanowił reprezentować Polskę oraz barwy KKN Kraków. 1 września 1994 roku w inauguracyjnych zawodach Pucharu Europy 1994/1995 w Sankt Moritz zajął 2. miejsce w supergigancie (najlepszy wynik w zawodach międzynarodowych).
Następnie uczestniczył w mistrzostwach świata 1996 w hiszpańskim Sierra Nevada (58. miejsce – zjazd, 39. miejsce – supergigant, 19. miejsce – slalom gigant, nie ukończył slalomu) oraz w mistrzostwach świata 1997 we włoskim Sestriere (36. miejsce – supergigant, 24. miejsce – slalom, nie ukończył slalomu giganta).
Ostatni występ Exartiera w Pucharze Świata miał miejsce 13 stycznia 1998 roku w szwajcarskim Adelboden, w którym nie ukończył slalomu giganta, natomiast ostatni występ na arenie międzynarodowej miał miejsce 8 kwietnia 1999 roku w zawodach FIS we francuskim Flaine, w którym zajął 14. miejsce w slalomie gigancie.

## Osiągnięcia

### Igrzyska olimpijskie
| Miejsce | Dzień     | Rok  | Miejscowość | Konkurencja   | Czas biegu | Strata | Zwycięzca            |
| ------- | --------- | ---- | ----------- | ------------- | ---------- | ------ | -------------------- |
| 13.     | 18 lutego | 1992 | Albertville | Slalom gigant | 2:10,67    | +3,69  | Alberto Tomba        |
| 30.     | 22 lutego | 1992 | Albertville | Slalom        | 1:53,90    | +9,51  | Finn Christian Jagge |

### Mistrzostwa świata
| Miejsce | Dzień     | Rok  | Miejscowość   | Konkurencja   | Czas biegu | Strata | Zwycięzca            |
| ------- | --------- | ---- | ------------- | ------------- | ---------- | ------ | -------------------- |
| 39.     | 13 lutego | 1996 | Sierra Nevada | Supergigant   | 1:24,96    | +3,16  | Atle Skårdal         |
| 58.     | 17 lutego | 1996 | Sierra Nevada | Zjazd         | 2:09,49    | +9,32  | Patrick Ortlieb      |
| 19.     | 23 lutego | 1996 | Sierra Nevada | Slalom gigant | 2:05,03    | +6,40  | Alberto Tomba        |
| NU      | 25 lutego | 1996 | Sierra Nevada | Slalom gigant | —          | —      | Alberto Tomba        |
| 36.     | 3 lutego  | 1997 | Sestriere     | Supergigant   | 1:32,82    | +9,48  | Atle Skårdal         |
| NU      | 12 lutego | 1997 | Sestriere     | Slalom gigant | —          | —      | Michael von Grünigen |
| 24.     | 15 lutego | 1997 | Sestriere     | Slalom        | 2:02,47    | +10,77 | Tom Stiansen         |

### Puchar Świata

#### Miejsca w klasyfikacji generalnej
| 1991/1992 | 62.               |
| 1992/1993 | 130.              |
| 1993/1994 | niesklasyfikowany |
| 1994/1995 | niesklasyfikowany |
| 1995/1996 | 138.              |
| 1996/1997 | niesklasyfikowany |
| 1997/1998 | niesklasyfikowany |

#### Miejsca w czołowej "10" w zawodach
1. Sankt Moritz – 23 listopada 1991 (slalom gigant) – 10. miejsce

### Puchar Europy

#### Miejsca w klasyfikacji generalnej
| Sezon     | Miejsce           |
| --------- | ----------------- |
| 1993/1994 | 36.               |
| 1994/1995 | 57.               |
| 1995/1996 | niesklasyfikowany |
| 1996/1997 | 156.              |
| 1997/1998 | 161.              |

#### Miejsca na podium w zawodach
1. Sankt Moritz – 1 września 1994 (supergigant) – 2. miejsce

### Nor-Am Cup

#### Miejsca w klasyfikacji generalnej
| Sezon     | Miejsce           |
| --------- | ----------------- |
| 1995/1996 | niesklasyfikowany |
| 1996/1997 | niesklasyfikowany |

### Puchar Dalekowschodni

#### Miejsca w klasyfikacji generalnej
| Sezon     | Miejsce           |
| --------- | ----------------- |
| 1994/1995 | niesklasyfikowany |

### Mistrzostwa Polski
W tabeli przedstawiono wyłącznie pozycje medalowe.
| Miejsce | Dzień       | Rok  | Miejscowość | Konkurencja | Czas biegu | Strata | Zwyciężczyni |
| ------- | ----------- | ---- | ----------- | ----------- | ---------- | ------ | ------------ |
| 1.      | 2 kwietnia  | 1996 | Zakopane    | Slalom      | 1:43,16    | —      | —            |
| 1.      | 16 stycznia | 1997 | Szczyrk     | Slalom      | 1:48,90    | —      | —            |

## Życie prywatne
Stéphane Exartier jest mężem Anny z d. Bachleda-Curuś, córki polskiego alpejczyka Andrzeja Bachledy-Curusia II.